# Richard Conniff
Richard Conniff – dziennikarz i pisarz amerykański.

## Życie i działalność
Richard Conniff jest autorem licznych artykułów, książek i audycji telewizyjnych głównie o tematyce przyrodniczej. Jego prace ukazywały się m. in w takich periodykach jak TIME, Smithsonian Magazine, Atlantic Monthly, The New York Times Magazine, National Geographic. Prowadził audycje telewizyjne dla National Geographic Channel, TBS, Animal Planet, the BBC, and Channel Four w Wielkiej Brytanii. 

## Tłumaczenia prac na j. polski
- Historia naturalna bogaczy. Raport z badań terenowych, Warszawa 2003, Wyd. CiS, s.408, ISBN 83-85458-91-3 (The Natural History of the Rich: A Field Guide 2002)
- Korporacyjne zwierzę. Jak radzić sobie z bestią, która w nas tkwi, Warszawa 2006, Wyd. CiS, s.432, ISBN 83-85458-87-5 (The Ape in the Corner Office: How to Make Friends, Win Fights, and Work Smarter By Understanding Human Nature 2004)